# Heski-Holki-Polka
Heski-Holki-Polka, op. 80, är en polka av Johann Strauss den yngre från 1850. Titeln Heski-Holki (korrekt skrivet "Hezky Holki") kommer från tjeckiskan och betyder "vackra flickor".

## Historia
I början av sin karriär skrev Johann Strauss flera verk som tillägnades de nationella minoriteterna i kejsardömet Österrike-Ungern: till exempel Serben-Quadrille, Czechen-Polka och Slaven-Potpourri. På sommaren 1850 tillkom ett nytt verk, polkan Heski-Holki-Polka som spelades första gången den 22 juli i danslokalen Zum Sperl. 

## Om polkan
Speltiden är ca 3 minuter och 30 sekunder plus minus några sekunder beroende på dirigentens musikaliska tolkning.

## Weblänkar
- Dynastin Strauss 1850 med kommentarer om Heski-Holki-Polka.
- Heski-Holki-Polka i Naxos-utgåvan.